# Liste der Baudenkmale in Merzen
In der Liste der Baudenkmale in Merzen sind alle Baudenkmale der niedersächsischen Gemeinde Merzen aufgelistet. Die Quelle der Baudenkmale ist der Denkmalatlas Niedersachsen. Der Stand der Liste ist der 10. Dezember 2021.

## Allgemein
In den Spalten befinden sich folgende Informationen:
- Lage: die Adresse des Baudenkmales und die geographischen Koordinaten. Kartenansicht, um Koordinaten zu setzen. In der Kartenansicht sind Baudenkmale ohne Koordinaten mit einem roten Marker dargestellt und können in der Karte gesetzt werden. Baudenkmale ohne Bild sind mit einem blauen Marker gekennzeichnet, Baudenkmale mit Bild mit einem grünen Marker.
- Bezeichnung: Bezeichnung des Baudenkmales
- Beschreibung: die Beschreibung des Baudenkmales. Unter § 3 Abs. 2 NDSchG werden Einzeldenkmale und unter § 3 Abs. 3 NDSchG Gruppen baulicher Anlagen und deren Bestandteile ausgewiesen.
- ID: die Objekt-ID des Baudenkmales
- Bild: ein Bild des Baudenkmales, ggf. zusätzlich mit einem Link zu weiteren Fotos des Baudenkmals im Medienarchiv Wikimedia Commons. Wenn man auf das Kamerasymbol klickt, können Fotos zu Baudenkmalen aus dieser Liste hochgeladen werden:

## Engelern

### Einzelbaudenkmale
| Lage                                     | Bezeichnung | Beschreibung | ID       | Bild           |
| ---------------------------------------- | ----------- | --- | -------- | -------------- |
| Schloßallee 1 52° 29′ 26″ N, 7° 45′ 1″ O | Herrenhaus  | | 41430019 | Weitere Bilder |
| Schlossallee 52° 29′ 26″ N, 7° 45′ 4″ O  | Kapelle     | Die Gutskapelle St. Clemens wurde im neuromanischen Stil im Jahre 1907 erbaut. Im Inneren befinden sich Ausstattungsgegenstände aus dem 18. Jahrhundert, wie ein Altar mit Anbetung der Könige und eine Kanzel aus dem Jahr 1671 aus der Pfarrkirche zu Freren. | 41430108 | Weitere Bilder |

## Lechtrup

### Einzelbaudenkmale
| Lage                                    | Bezeichnung              | Beschreibung | ID       | Bild |
| --------------------------------------- | ------------------------ | --- | -------- | ---- |
| Hauptstraße 52° 28′ 35″ N, 7° 49′ 50″ O | Kirche                   | Die katholische Kirche wurde von 1874 bis 1876 erbaut. Der Westturm stammt aus der Zeit um 1200, im Jahre 1894 wurde der Turm erhöht. Im Inneren befindet sich ein Taufstein aus Bentheim aus dem 13. Jahrhundert. | 41430078 | BW   |
| Meyerhof 1 52° 28′ 36″ N, 7° 49′ 46″ O  | Wohn-/Wirtschaftsgebäude | | 41429974 | BW   |

## Südmerzen
| Lage                                        | Bezeichnung              | Beschreibung | ID       | Bild |
| ------------------------------------------- | ------------------------ | ------------ | -------- | ---- |
| Schützenstraße 7 52° 27′ 4″ N, 7° 50′ 37″ O | Wohn-/Wirtschaftsgebäude |              | 41430004 | BW   |